# Jeandelaincourt
Jeandelaincourt és un municipi francès situat al departament de Meurthe i Mosel·la i a la regió del Gran Est. L'any 2007 tenia 737 habitants.

## Demografia

### Població
El 2007 la població de fet de Jeandelaincourt era de 737 persones. Hi havia 280 famílies, de les quals 74 eren unipersonals (26 homes vivint sols i 48 dones vivint soles), 66 parelles sense fills, 105 parelles amb fills i 35 famílies monoparentals amb fills.
La població ha evolucionat segons el següent gràfic:
Habitants censats

### Habitatges
El 2007 hi havia 301 habitatges, 288 eren l'habitatge principal de la família, 4 eren segones residències i 9 estaven desocupats. 251 eren cases i 50 eren apartaments. Dels 288 habitatges principals, 218 estaven ocupats pels seus propietaris, 60 estaven llogats i ocupats pels llogaters i 10 estaven cedits a títol gratuït; 5 tenien una cambra, 11 en tenien dues, 36 en tenien tres, 90 en tenien quatre i 146 en tenien cinc o més. 190 habitatges disposaven pel capbaix d'una plaça de pàrquing. A 124 habitatges hi havia un automòbil i a 112 n'hi havia dos o més.

### Piràmide de població
La piràmide de població per edats i sexe el 2009 era:
| Homes | Edats   | Dones |
| ----- | ------- | ----- |
| 0     | 95 o +  | 0     |
| 0     | 90 a 94 | 4     |
| 0     | 85 a 89 | 12    |
| 4     | 80 a 84 | 8     |
| 20    | 75 a 79 | 16    |
| 16    | 70 a 74 | 4     |
| 12    | 65 a 69 | 24    |
| 8     | 60 a 64 | 20    |
| 16    | 55 a 59 | 8     |
| 28    | 50 a 54 | 24    |
| 20    | 45 a 49 | 12    |
| 24    | 40 a 44 | 20    |
| 24    | 35 a 39 | 28    |
| 16    | 30 a 34 | 40    |
| 40    | 25 a 29 | 12    |
| 8     | 20 a 24 | 12    |
| 28    | 15 a 19 | 20    |
| 20    | 10 a 14 | 28    |
| 28    | 5 a 9   | 40    |
| 20    | 0 a 4   | 8     |

## Economia
El 2007 la població en edat de treballar era de 458 persones, 319 eren actives i 139 eren inactives. De les 319 persones actives 278 estaven ocupades (158 homes i 120 dones) i 42 estaven aturades (18 homes i 24 dones). De les 139 persones inactives 40 estaven jubilades, 44 estaven estudiant i 55 estaven classificades com a «altres inactius».

### Ingressos
El 2009 a Jeandelaincourt hi havia 297 unitats fiscals que integraven 783,5 persones, la mediana anual d'ingressos fiscals per persona era de 16.077 €.

### Activitats econòmiques
Dels 28 establiments que hi havia el 2007, 1 era d'una empresa extractiva, 1 d'una empresa de fabricació d'altres productes industrials, 10 d'empreses de construcció, 2 d'empreses de comerç i reparació d'automòbils, 2 d'empreses de transport, 2 d'empreses d'hostatgeria i restauració, 1 d'una empresa financera, 1 d'una empresa immobiliària, 3 d'empreses de serveis, 4 d'entitats de l'administració pública i 1 d'una empresa classificada com a «altres activitats de serveis».
Dels 12 establiments de servei als particulars que hi havia el 2009, 1 era una oficina de correu, 2 tallers de reparació d'automòbils i de material agrícola, 1 paleta, 2 guixaires pintors, 5 lampisteries i 1 restaurant.
L'any 2000 a Jeandelaincourt hi havia 3 explotacions agrícoles.

## Equipaments sanitaris i escolars
El 2009 hi havia una escola elemental.

## Poblacions més properes
El següent diagrama mostra les poblacions més properes.